# Superliga de Eslovaquia 2002-03
La Superliga de Eslovaquia 2002-03 fue la décima edición de la Superliga eslovaca de fútbol. Participaron 10 equipos, y el MŠK Žilina ganó su segundo campeonato. Los goleadores fueron Marek Mintál (MŠK Žilina) y Martin Fabuš (FK AS Trenčín/MŠK Žilina), ambos con 20 goles.

## Tabla de posiciones
|    | Equipo              | PJ | PG | PE | PP | GF | GC | DG  | Pts |
| -- | ------------------- | -- | -- | -- | -- | -- | -- | --- | --- |
| 1  | MŠK Žilina          | 36 | 21 | 7  | 8  | 69 | 31 | 38  | 70  |
| 2  | Artmedia Petržalka  | 36 | 20 | 7  | 9  | 49 | 32 | 17  | 67  |
| 3  | Slovan Bratislava   | 36 | 19 | 6  | 11 | 60 | 42 | 18  | 63  |
| 4  | Spartak Trnava      | 36 | 15 | 11 | 10 | 55 | 47 | 8   | 56  |
| 5  | SK Matador Púchov   | 36 | 14 | 8  | 14 | 46 | 47 | -1  | 50  |
| 6  | Inter Bratislava    | 36 | 12 | 7  | 17 | 48 | 58 | -10 | 43  |
| 7  | MFK Dubnica         | 36 | 12 | 7  | 17 | 41 | 52 | -11 | 43  |
| 8  | MFK SCP Ružomberok  | 36 | 12 | 6  | 18 | 45 | 60 | -15 | 42  |
| 9  | Ozeta Dukla Trenčín | 36 | 11 | 5  | 20 | 48 | 69 | -21 | 38  |
| 10 | 1. FC Košice        | 36 | 6  | 12 | 18 | 41 | 64 | -23 | 30  |

PJ = Partidos jugados; PG = Partidos ganados; PE = Partidos empatados; PP = Partidos perdidos; GF = Goles a favor; GC = Goles en contra; DG = Diferencia de gol; Pts = Puntos
|  | Clasificado a la segunda fase previa de la Liga de Campeones de la UEFA 2003-04 |
|  | Clasificado a la ronda previa de la Copa de la UEFA 2003-04                     |
|  | Clasificado a la Copa Intertoto de la UEFA 2003                                 |
|  | Descendido a la Primera Liga de Eslovaquia                                      |